# Солінкі
Солінкі (пол. Solinki) — село в Польщі, у гміні Константинів Більського повіту Люблінського воєводства.
Населення — 116 осіб (2011).
У 1975-1998 роках село належало до Білопідляського воєводства.

## Демографія
Демографічна структура станом на 31 березня 2011 року:
|          | Загалом | Допрацездатний вік | Працездатний вік | Постпрацездатний вік |
| -------- | ------- | ------------------ | ---------------- | -------------------- |
| Чоловіки | 55      | 6                  | 37               | 12                   |
| Жінки    | 61      | 13                 | 33               | 15                   |
| Разом    | 116     | 19                 | 70               | 27                   |